# Over the Top Wrestling
La Over the Top Wrestling, conosciuta anche con l'acronimo OTT, è una federazione irlandese di wrestling con sede a Dublino, fondata nel 2014 .
La OTT è nata con l'idea di contrapporre un tipo di wrestling mirato ad un pubblico più adulto, rispetto a quello presente sino ad allora un Irlanda, dedicato ad un pubblico più giovanile. All'inizio presentava personaggi ispirati al folklore irlandese, per poi virare verso l'esposizione dei talenti locali, con l'aggiunta di superstar straniere, dal vicino Regno Unito ma anche oltreoceano.

## Titoli
| Titolo                     | Campione         | Data             |
| -------------------------- | ---------------- | ---------------- |
| OTT World Championship     | Big Damo         | 11 agosto 2024   |
| OTT Women's Championship   | Raven Creed      | 26 ottobre 2024  |
| OTT No Limits Championship | Jay              | 21 dicembre 2024 |
| OTT European Championship  | Goldenboy Santos | 3 maggio 2025    |
| OTT Tag Team Championship  | Hype Dawgs       | 6 luglio 2025    |